# Norway (Nowy Jork)
Norway – miasto w Stanach Zjednoczonych, w stanie Nowy Jork, w hrabstwie Herkimer.